# Montenach
Pour les articles homonymes, voir Montenach (homonymie).
Montenach [mɔ̃tnak] est une commune française située dans le département de la Moselle, en région Grand Est.

## Géographie
Située en amont de Sierck-les-Bains, à la confluence de plusieurs ruisseaux, Montenach abrite une réserve naturelle réputée pour ses pelouses calcaires et ses orchidées. Elle est gérée par le Conservatoire des Sites Lorrains et par l'Association des Amis de la Réserve des Sept Collines.

### Communes limitrophes
| Rustroff           |           | Kirsch-lès-Sierck |
| Sierck-les-Bains   | Montenach |                   |
| Kerling-lès-Sierck |           | Kirschnaumen      |

### Écarts et lieux-dits
Kaltweiler (alias Kaltweiller) ; Sulzen.

### Hydrographie
La commune est située dans le bassin versant du Rhin au sein du bassin Rhin-Meuse. Elle est drainée par le ruisseau de Montenach, le ruisseau le Hoellenbach, le ruisseau le Pissenbach, le ruisseau le Krombergbach et le ruisseau le Mortzbach.
Le Montenach, d'une longueur totale de 15,5 km, prend sa source dans la commune de Manderen-Ritzing et se jette  dans la Moselle à Sierck-les-Bains, après avoir traversé six communes.

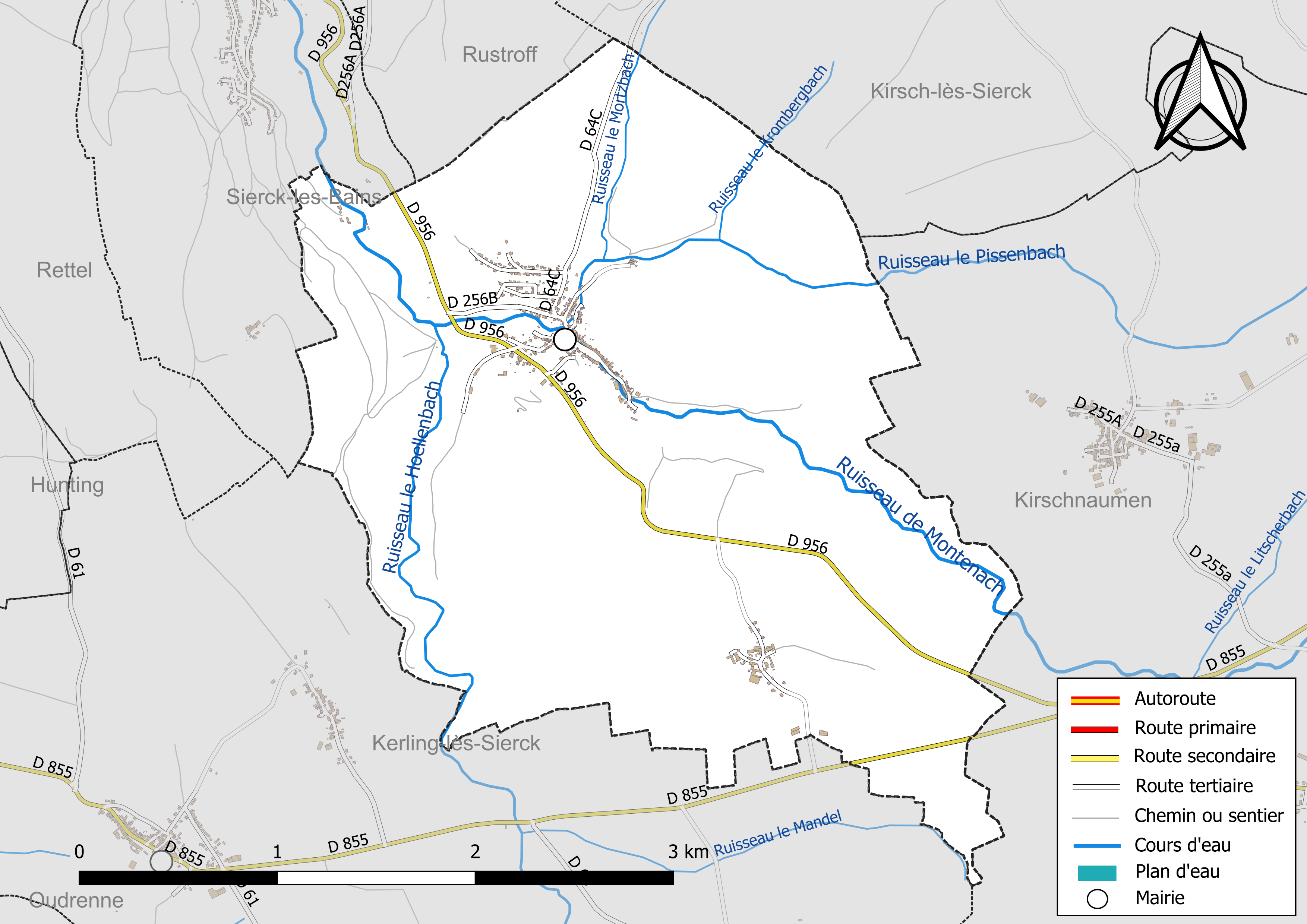
Réseaux hydrographique et routier de Montenach.

La qualité des eaux des principaux cours d’eau de la commune, notamment du ruisseau de Montenach, peut être consultée sur un site dédié géré par les agences de l’eau et l’Agence française pour la biodiversité.

### Climat
Pour des articles plus généraux, voir Climat du Grand Est et Climat de la Moselle.
En 2010, le climat de la commune est de type climat de montagne, selon une étude du Centre national de la recherche scientifique s'appuyant sur une série de données couvrant la période 1971-2000. En 2020, Météo-France publie une typologie des climats de la France métropolitaine dans laquelle la commune est exposée à un climat semi-continental et est dans la région climatique  Lorraine, plateau de Langres, Morvan, caractérisée par un hiver rude (1,5 °C), des vents modérés et des brouillards fréquents en automne et hiver. 
Pour la période 1971-2000, la température annuelle moyenne est de 9,4 °C, avec une amplitude thermique annuelle de 16,8 °C. Le cumul annuel moyen de précipitations est de 832 mm, avec 12,7 jours de précipitations en janvier et 9,3 jours en juillet. Pour la période 1991-2020, la température moyenne annuelle observée sur la station météorologique de Météo-France la plus proche, « Malancourt », sur la commune d'Amnéville à 25 km à vol d'oiseau, est de 10,2 °C et le cumul annuel moyen de précipitations est de 884,1 mm. 
La température maximale relevée sur cette station est de 39,3 °C, atteinte le 25 juillet 2019 ; la température minimale est de −17,9 °C, atteinte le 5 janvier 1985,,. 
Les paramètres climatiques de la commune ont été estimés pour le milieu du siècle (2041-2070) selon différents scénarios d'émission de gaz à effet de serre à partir des nouvelles projections climatiques de référence DRIAS-2020. Ils sont consultables sur un site dédié publié par Météo-France en novembre 2022.

## Urbanisme

### Typologie
Au 1er janvier 2024, Montenach est catégorisée commune rurale à habitat dispersé, selon la nouvelle grille communale de densité à sept niveaux définie par l'Insee en 2022.
Elle est située hors unité urbaine. Par ailleurs la commune fait partie de l'aire d'attraction de Luxembourg (partie française), dont elle est une commune de la couronne,. Cette aire, qui regroupe 115 communes, est catégorisée dans les aires de 700 000 habitants ou plus (hors Paris),.

### Occupation des sols
L'occupation des sols de la commune, telle qu'elle ressort de la base de données européenne d’occupation biophysique des sols Corine Land Cover (CLC), est marquée par l'importance des territoires agricoles (62,5 % en 2018), en diminution par rapport à 1990 (66,4 %). La répartition détaillée en 2018 est la suivante : 
terres arables (38,4 %), forêts (28,4 %), prairies (17,4 %), zones agricoles hétérogènes (6,8 %), milieux à végétation arbustive et/ou herbacée (5,4 %), zones urbanisées (3,8 %). L'évolution de l’occupation des sols de la commune et de ses infrastructures peut être observée sur les différentes représentations cartographiques du territoire : la carte de Cassini (XVIIIe siècle), la carte d'état-major (1820-1866) et les cartes ou photos aériennes de l'IGN pour la période actuelle (1950 à aujourd'hui).

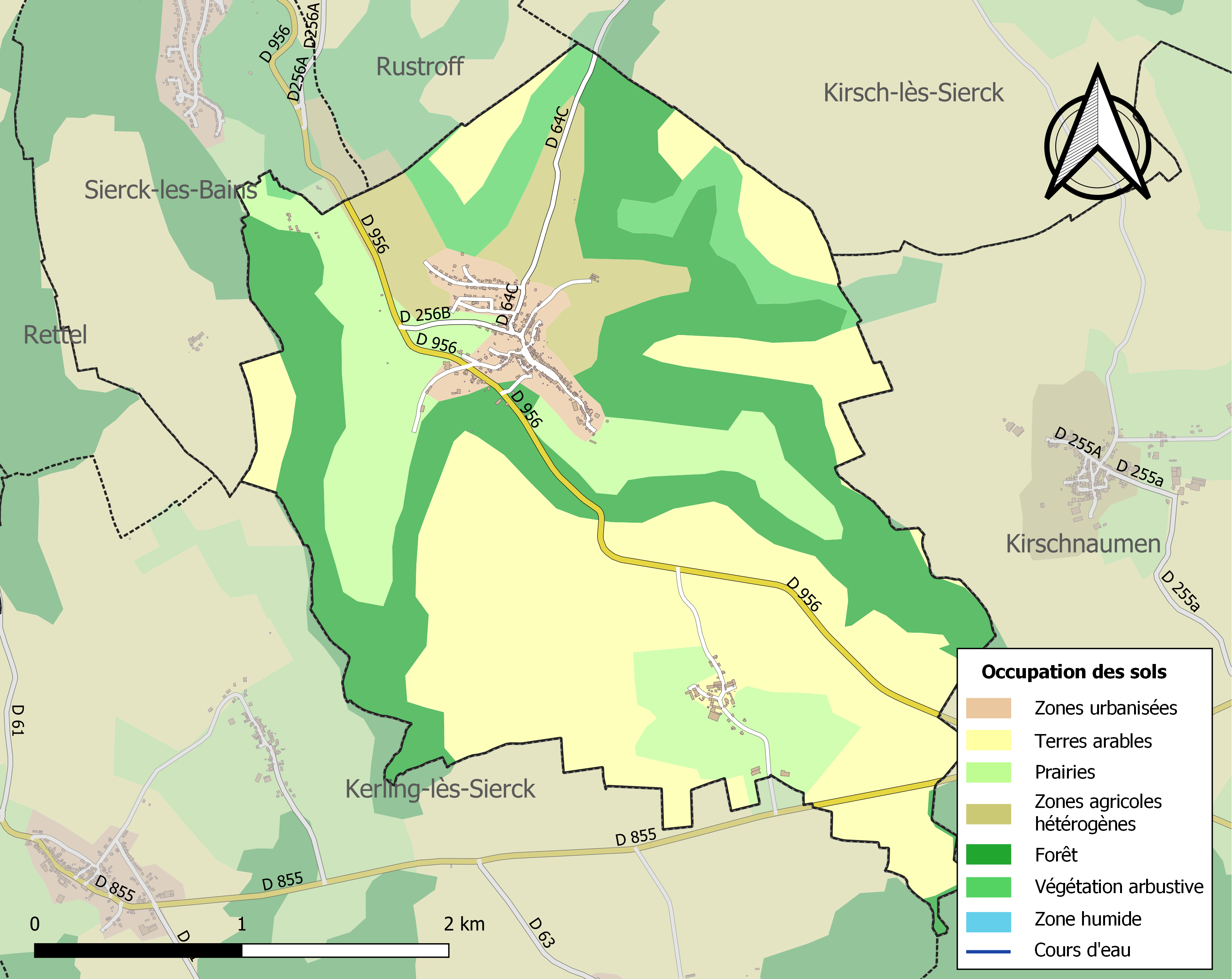
Carte des infrastructures et de l'occupation des sols de la commune en 2018 (CLC).

## Toponymie

### Montenach
- En francique lorrain: Montléch et Montléng.
- Anciens noms[15] ,[16] : Mondelar (XIe siècle), Mondela (1130), Montenach (1252), Mondelay (1273), Montenaken (1354), Mondern (1403), Mondernacken et Medernacken (1407), Mundelor (1447), Mandelar (1507), Manderchen (1509), Monderchen (1511), Monderichen (1515), Monternach (1594).
- Si la forme du XIe siècle est juste, il s'agit d'un composé d'origine germanique : nom de personne Mundo suivi de l'appellatif hlar, clairière, friche (ancien français larris) fréquemment attesté en toponymie, cf. Flers, Meulers, etc.
- La seconde forme du XVe siècle présente un suffixe qui explique l'actuel Monten-ach, mais il est douteux d'y voir comme Albert Dauzat et Charles Rostaing[17] le suffixe -acum précédé du nom de personne Montanus, c'est-à-dire l'archétype gallo-roman *Montanacum, variante de Montaniacum qui a donné les noms de lieux Montenay (Mayenne) et le Bas Montenac à Langon (Ille-et-Vilaine).

### Kaltweiler
- Kalzveiler (1350), Kastzweiller (1594), Caltweiller (1681), Kaltveiller et Kaltviller (1716), Kaltevillers (1756), Kelleweiller (1756), Kaltzweiller[15]. En francique lorrain : Kaaltweiler et Kaltwailer.

### Sobriquets
Sobriquets anciens désignant les habitants de la commune :
- Di Montlécher/Montiécher Kueben (les corbeaux de Montenach) ;
- Di Kaltweiler Steeknippercher (les petits monticules de pierres de Kaltweiler).

## Histoire
- Dépendait de l'ancienne province de Lorraine, dans la prévôté de Sierck.

## Politique et administration
| Période                                  | Période   | Identité         | Étiquette | Qualité |
| ---------------------------------------- | --------- | ---------------- | --------- | ------- |
| 1889                                     | 1896      | Michel Theobald  |           |         |
| septembre 1896                           | 1902      | Georges Pelte    |           |         |
| août 1902                                | mars 1908 | Georges Pelte    |           |         |
| août 1908                                |           | Georges Pelte    |           |         |
| 1914                                     |           | Michel Theobald  |           |         |
| 1960                                     | mars 1989 | Mathias Sausy    |           |         |
| mars 1989                                | En cours  | Jean-Paul Tinnes |           |         |
| Les données manquantes sont à compléter. |           |                  |           |         |

## Démographie
L'évolution du nombre d'habitants est connue à travers les recensements de la population effectués dans la commune depuis 1793. Pour les communes de moins de 10 000 habitants, une enquête de recensement portant sur toute la population est réalisée tous les cinq ans, les populations de référence des années intermédiaires étant quant à elles estimées par interpolation ou extrapolation. Pour la commune, le premier recensement exhaustif entrant dans le cadre du nouveau dispositif a été réalisé en 2004.

En 2022, la commune comptait 487 habitants, en évolution de +7,03 % par rapport à 2016 (Moselle : +0,52 %, France hors Mayotte : +2,11 %).
| 1793 | 1800 | 1806 | 1836 | 1841 | 1861 | 1866 | 1871 | 1875 |
| ---- | ---- | ---- | ---- | ---- | ---- | ---- | ---- | ---- |
| 413  | 391  | 411  | 538  | 580  | 626  | 604  | 579  | 578  |

| 1880 | 1885 | 1890 | 1895 | 1900 | 1905 | 1910 | 1921 | 1926 |
| ---- | ---- | ---- | ---- | ---- | ---- | ---- | ---- | ---- |
| 557  | 517  | 494  | 486  | 457  | 476  | 482  | 456  | 440  |

| 1931 | 1936 | 1946 | 1954 | 1962 | 1968 | 1975 | 1982 | 1990 |
| ---- | ---- | ---- | ---- | ---- | ---- | ---- | ---- | ---- |
| 406  | 436  | 372  | 383  | 364  | 354  | 339  | 318  | 369  |

| 1999 | 2004 | 2006 | 2009 | 2014 | 2019 | 2022 | - | - |
| ---- | ---- | ---- | ---- | ---- | ---- | ---- | - | - |
| 410  | 414  | 445  | 442  | 440  | 465  | 487  | - | - |

## Culture locale et patrimoine

### Lieux et monuments
- Important site néolithique fouillé en 1980 : fonds de cabane, maçonnerie, tombes.
- Poterie, industrie lithique et osseuse.
- Vestiges gallo-romains : tuiles, armes, instruments.
- Sépultures mérovingiennes : tombes maçonnées.

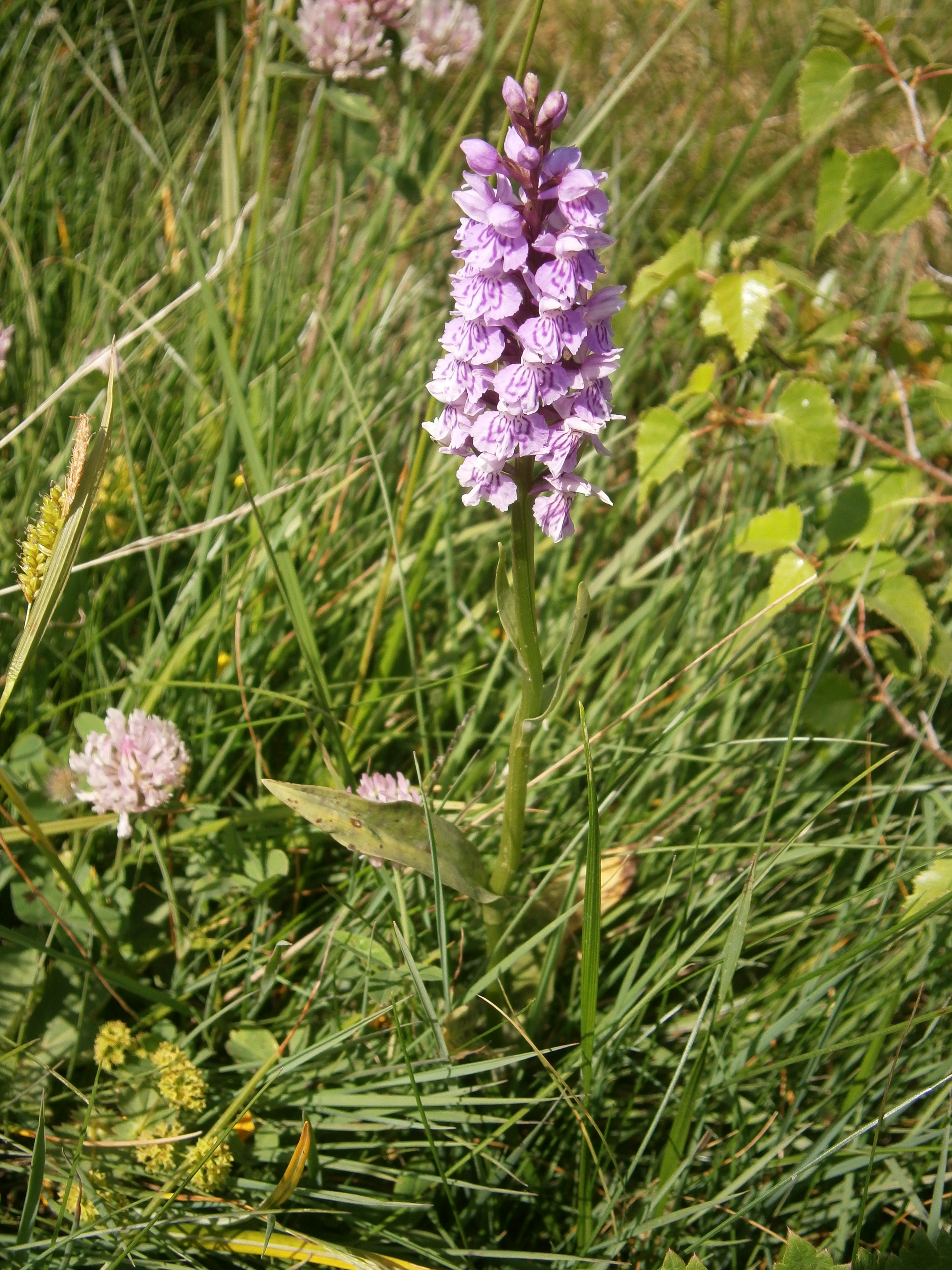
Dactylorhiza maculata ou Orchis tacheté
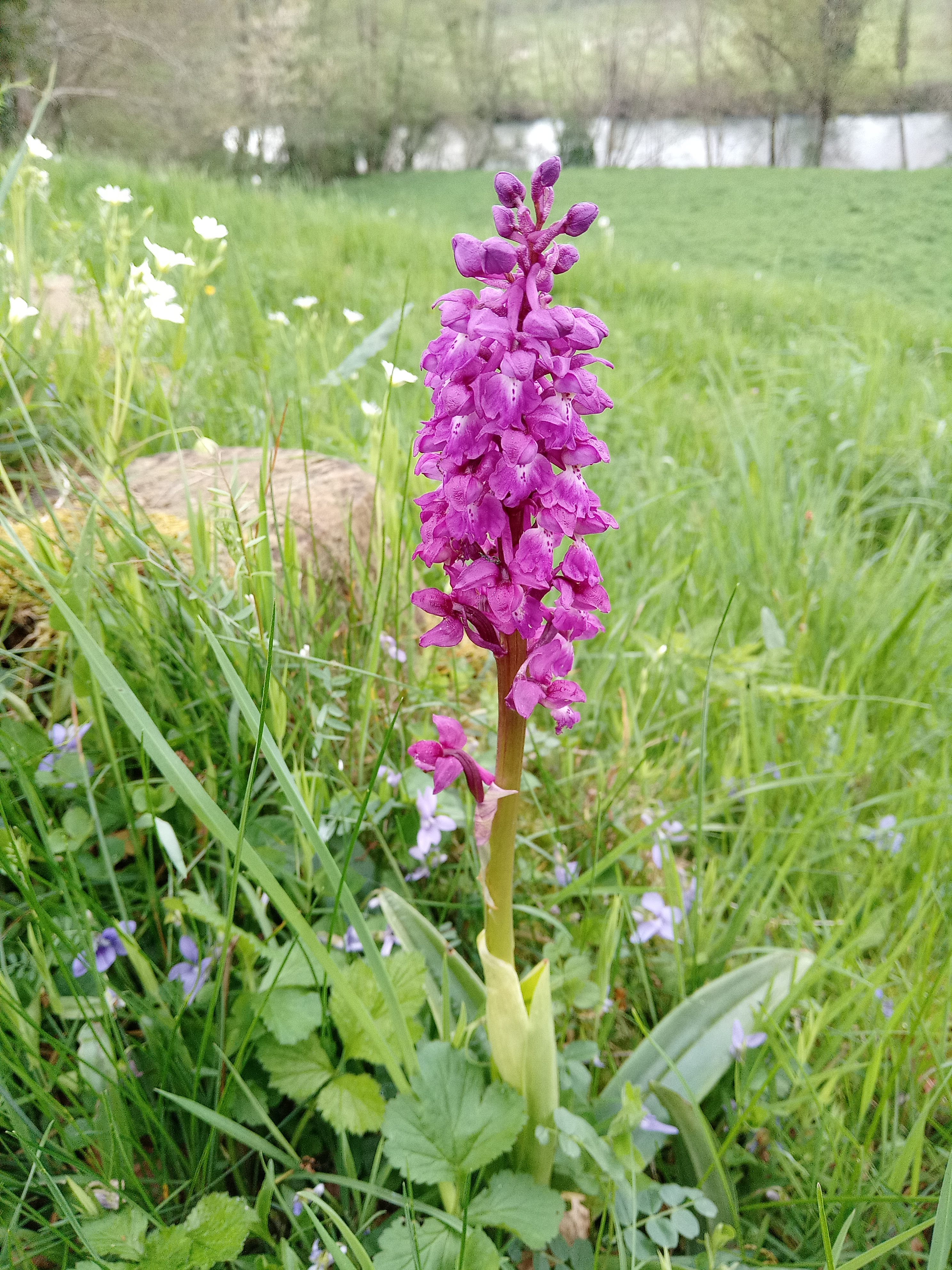
Orchis mascula ou orchis mâle
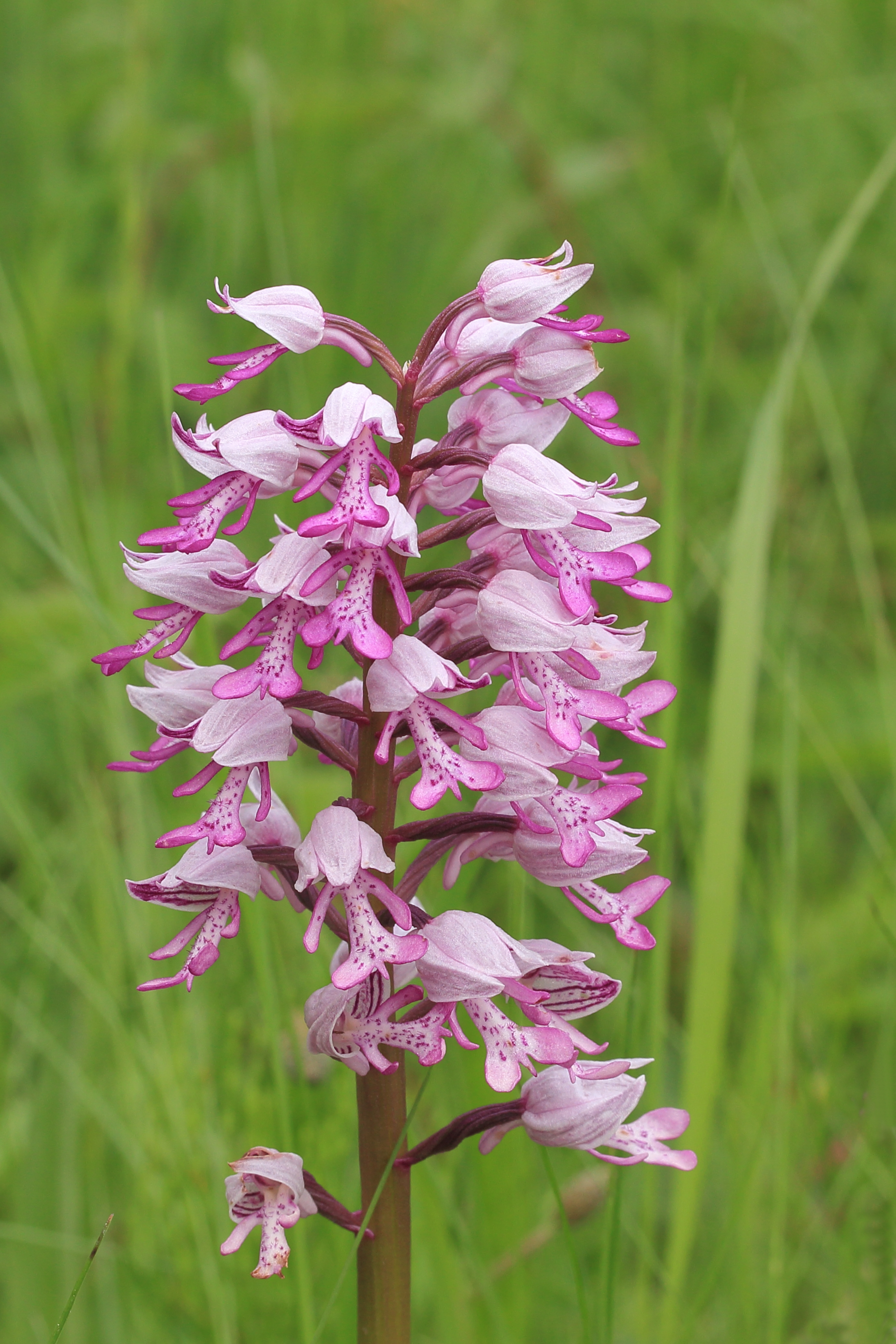
Orchis militaris

#### Édifices religieux
- Église paroissiale néo-romane Saint-Cyriaque située à flanc de coteau, remplace une chapelle Saint-Cyriaque édifiée en 1208 à la demande de Mathieu II de Lorraine, duc de Lorraine, et consacrée en 1235 ; l'église actuelle a été construite à l'initiative du curé Isidore Schneider la première pierre fut bénie le 23 septembre 1884 et la consécration eut lieu le 14 septembre 1886.
- Chapelle néo-gothique des Saints-Auxiliaires au Klausberg, édifiée en 1896 à l'initiative du curé Isidore Schneider.
- Chapelle Saint-Antoine-de-Padoue à Kaltweiler, construite en 1901 à l'initiative du curé Isidore Schneider.

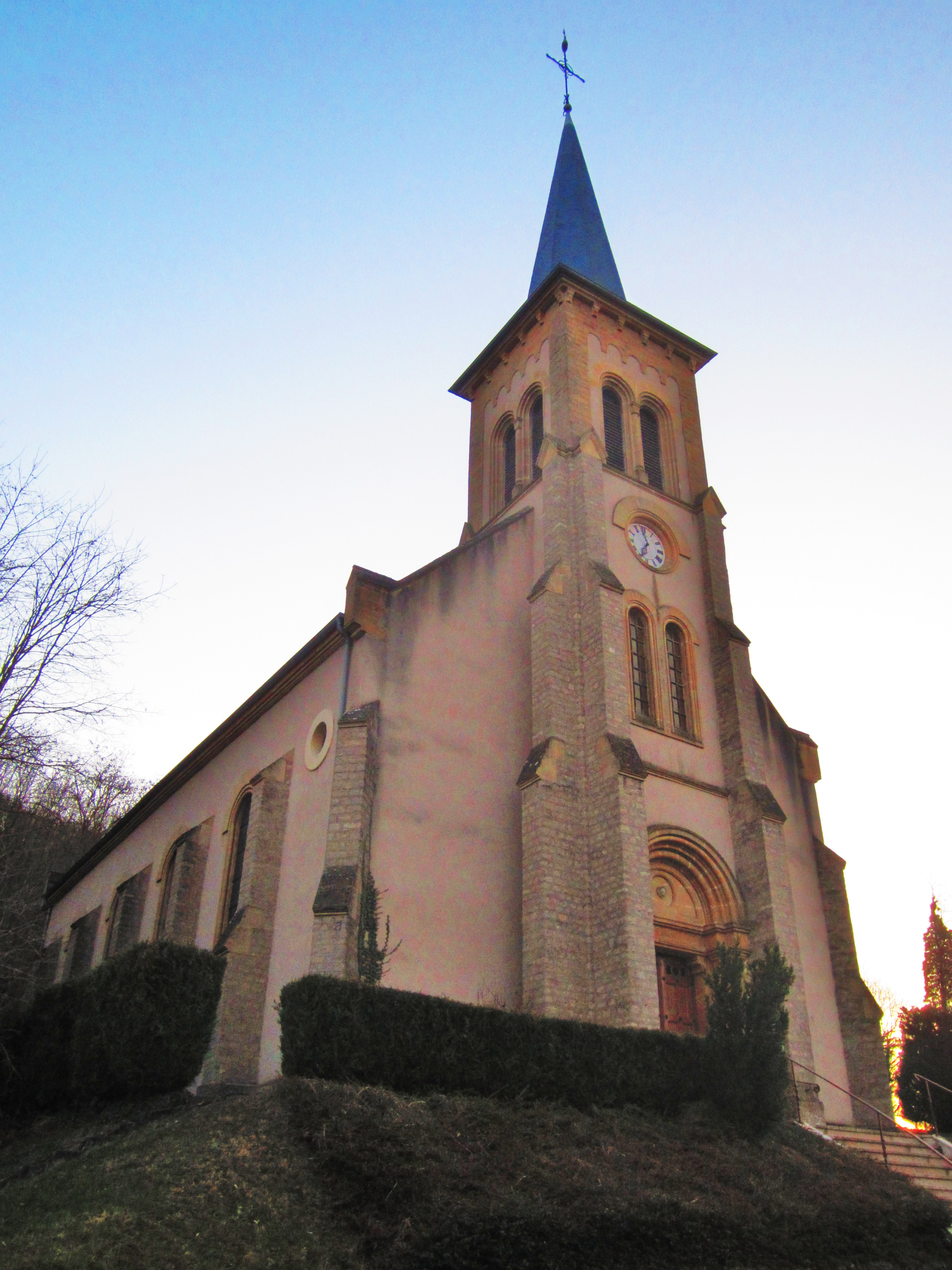
Église Saint-Cyriaque.
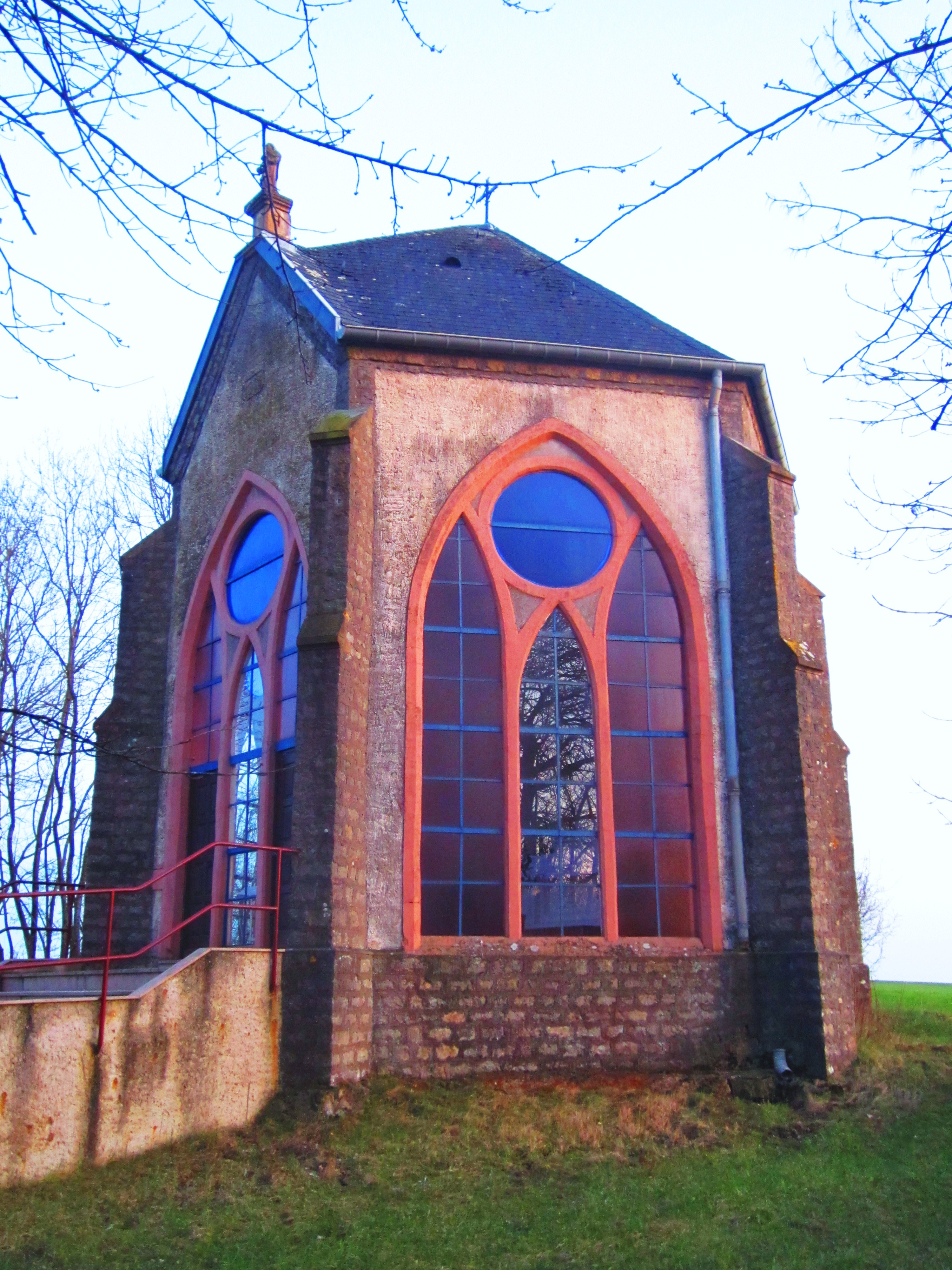
Chapelle des Saints-Auxiliaires au Klausberg.
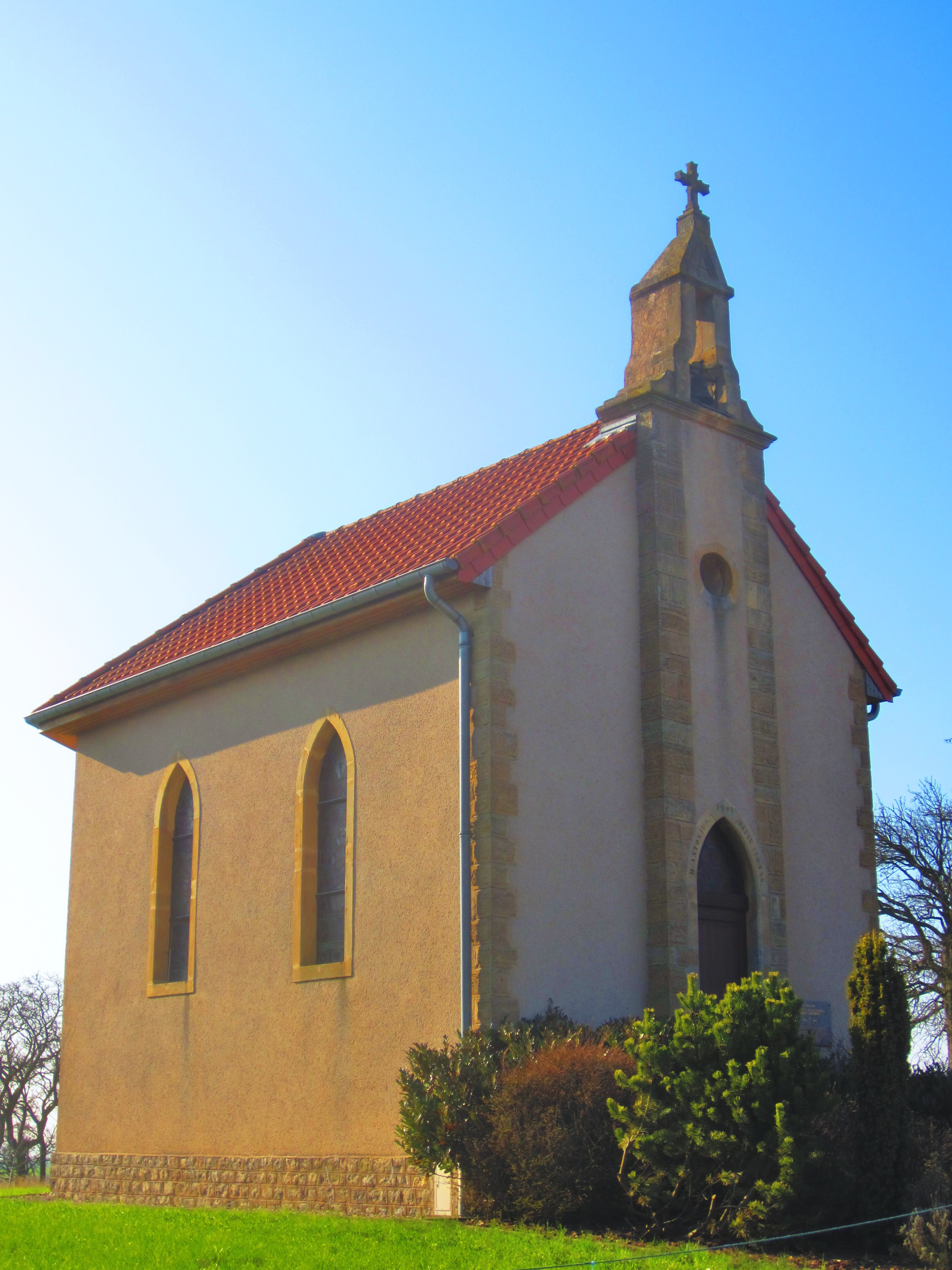
Chapelle Saint-Antoine-de-Padoue à Kaltweiler.

### Personnalités liées à la commune
- Nicolas Théobald (1903-1981), géologue, paléontologue français et professeur de géologie, y est né. Son père Michel Théobald (1870-1940) était le maire du village.

### Héraldique
| Blason de Montenach | Blason  | De gueules fretté d'or à la fasce d'argent chargée de trois coquilles de gueules. |
| Blason de Montenach | Détails | Le statut officiel du blason reste à déterminer.                                  |